# Platytesis semifurva
Platytesis semifurva là một loài bướm đêm trong họ Crambidae.